# 铁线子
铁线子（学名：Manilkara hexandra）为山榄科铁线子属下的一个种。

## 扩展阅读
- 維基物種上的相關：铁线子